# Манучарян, Рубен Степанович
Манучарян Рубен Степанович (арм. Մանուչարյան Ռուբեն Ստեփանի, род. 18 ноября 1930 года, Ленинакан, Армянская ССР) — советский и российский лингвист, доктор филологических наук, профессор, специалист по морфологии, словообразованию. Член Комиссии по словообразованию при Международном комитете славистов. Редактор русско-армянского и армянско-русского словаря (1987), один из редакторов «Частотного словаря математической лексики» (1973).

## Биография
Рубен Степанович Манучарян родился 18 ноября 1930 года в Ленинакане (ныне — Гюмри), Армянская ССР (ныне — Республика Армения).
В 1952 году окончил с отличием филологический факультет Ереванского государственного университета (русское отделение).
В 1953—1954 годах учился на Курсах по подготовке преподавателей языковедческих дисциплин вузов при Московском государственном университете, которые также окончил с отличием.
В 1954-55 годах прошёл годичную аспирантуру в МГУ.
В 1956 году начал преподавать современный русский язык и языкознание в Ереванском государственном университете языков и социальных наук имени В. Я. Брюсова.
В 1960 году защитил кандидатскую диссертацию на тему: «Существительные pluralia tantum и пути их образования в русском литературном языке».
В 1975 году защитил докторскую диссертацию на тему: «Проблемы исследования словообразовательных значений и средств их выражения (на материале сопоставления русского и армянского языков)».
В 1977 году Высшей аттестационной комиссией (ВАК) СССР было присвоено учёное звание профессора по кафедре общего языкознания. В том же году был удостоен почётного звания «Заслуженный деятель высшей школы Армянской ССР».
В 1987 году был редактором русско-армянского и армянско-русского словаря.
С 1994 года по 2013 год работал профессором кафедры русского языка в Московском государственном гуманитарном университете (МГГУ) имени М. А. Шолохова и в Институте русского языка имени В. В. Виноградова в должности старшего научного сотрудника.

## Научная деятельность
В круг научных интересов входят проблемы общего языкознания, лексикографии, морфологии, словообразования.
Член Комиссии по словообразованию при Международном комитете славистов с 1996 года по 2008 год.
Являлся одним из двух редакторов «Частотного словаря математической лексики» (1973) и редактором русско-армянского и армянско-русского словаря (1987).
Научный руководитель более десяти кандидатских диссертаций по русскому и сопоставительному словообразованию.

## Научные работы

### Словари
1.	Русско-армянский, армяно-русский словарь / П. С. Бедирян, Д. Е. Анмегикян, Д. А. Гарибян; Под ред. Р. С. Манучаряна. — Ереван : Айастан, 1987. — 639 с.
2.	Тер-Мисакянц, З. Т. Частотный словарь математической лексики / Под ред. В. М. Григоряна и Р. С. Манучаряна ; АН Арм. ССР. Ереван. гос. ун-т. Вычислит. центр. — Ереван : Изд-во Ереван. ун-та, 1973. — 67 с.

### Монографии, учебные пособия
1.	Манучарян Р. С. Словообразовательные значения и формы в русском и армянском языках : Учеб. пособие для филол. фак. вузов. — Ереван : Луйс, 1981. — 314 с..

### Основные научные статьи
1.	Р. С. Манучарян. Рецензия на книгу И. С. Улуханова «Единицы словообразовательной системы русского языка и их лексическая реализация» // журнал «Вопросы языкознания». 1998, № 3. С. 181—183.
2.	Манучарян P. C. К типологии словообразовательных значений // Известия Академии наук СССР. Серия литературы и языка. М., 1974. — № 6. С. 516—526.
3.	Манучарян P. C. Словообразовательная семантика. Семантика производных слов // Обзор работ по современному русскому литературному языку за 1974—1977 гг. Словообразование. — М.: Наука, 1982. С. 55-58.
4.	Манучарян P. C. Лексические и словообразовательные группировки // Новые пути изучения словообразования славянских языков. 2-е заседание Международной комиссии по славянскому словообразованию. Магдебург, 1997.
5.	Манучарян P.C. К соотношению мотивации и номинации в словообразовании / Р. С. Манучарян // Slowotwyrstwo a inné sposoby nominacji. Katowice: Wydawnictwo Gnome, 2000. — C. 106—110.
6.	Манучарян P. С. К терминологии словообразования // Swetlana Mengel (Hrsg). Slavische Wortbildung: Semantic und Kombinatorik. Munster Hamburg — London, 2002.
7.	Манучарян Р. С. Некоторые вопросы сопоставления словообразовательных категорий (на материале русского и армянского языков) // Вопросы семантики. — М., 1971. С. 121—123.
8.	Манучарян, Р. С. Аспекты и вопросы сопоставительно-типологического изучения словообразования / Р. С. Манучарян. — С .53-57 // Сопоставительное изучение словообразования славянских языков : [сборник] / Акад. наук СССР, Ин-т славяноведения и балканистики, Акад. наук СССР, Ин-т рус. яз. ; отв. ред. д-р филол. наук Г. П. Нещименко. — Москва : Наука, 1987. — 271 с.
9.	Манучарян P. C. Аспекты и вопросы сопоставительного изучения словообразования / Р. С. Манучарян // Сопоставительное изучение словообразования славянских языков. М.: Наука, 1987. — 53 — 58.
10.	Манучарян Р. С. Сложные прилагательные в произведениях М. А. Шолохова // Филологические науки, № 3, 2014, с. 75-82.
11.	Манучарян Р. С. Оформленность русских прилагательных и их разряды в характерологическом аспекте // Филологические науки, № 4, 2013, с. 43-49.